# Tulej

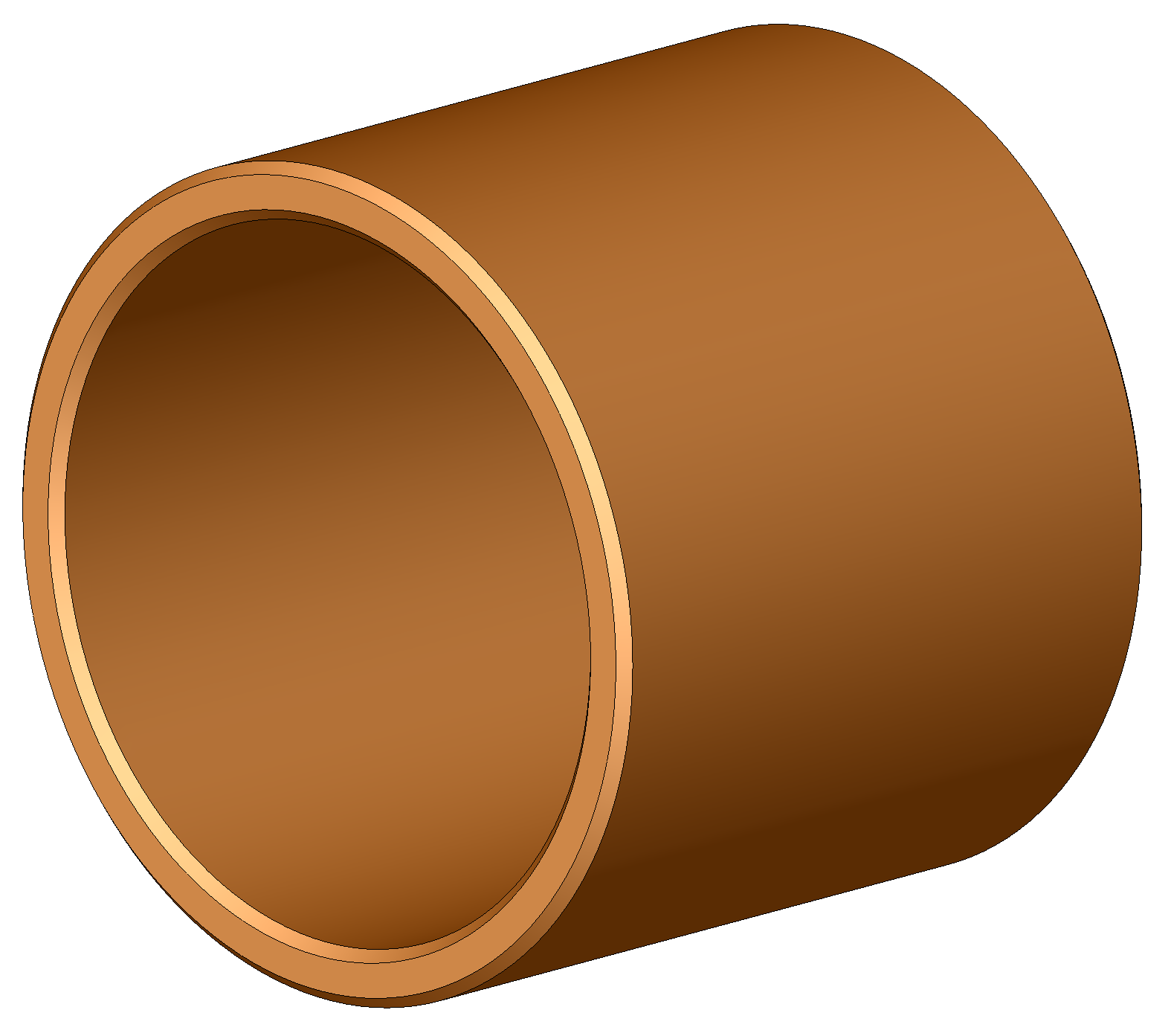
Tulej v prostoru

Tulej (z franc. douille, tulej) je pouzdro, nejčastěji válcovité nebo kuželovité a kovové, do něhož se zasazuje například rukojeť nebo násada, prodloužení tyče a podobně. Může to být samostatná součástka, ale také dutina v nástroji nebo zbrani. Tak tulejový bodák má na dolním konci kovový tulej, jímž se nasazoval na hlaveň pušky.